# Dallas Hodge
Dallas Hodge, né en 1954 à Détroit dans le Michigan, est un guitariste et chanteur américain, notamment connu pour ses collaborations avec Canned Heat et Steve Marriott.

## Biographie
Dallas Hodge commence à jouer de la guitare à l'âge de 13 ans. Peu après, il joue dans plusieurs groupes. En 1970, il intègre le groupe de son frère, The Catfish Hodge Band, avec lequel il enregistre plusieurs albums. En 1978, il déménage à Santa Cruz en Californie où il rencontre Steve Marriott, le guitariste de Humble Pie,. Il joue quelque temps avec ce dernier, avant de former son propre groupe, Deluxe. En 1981, Dallas rejoint Johnny Winter sur scène lors d'un concert à San Francisco. Il joue aussi, entre autres, avec Delbert McClinton et Bonnie Raitt .
En 1983, Dallas s'installe à Los Angeles où il travaille à nouveau avec son frère, Catfish Hodge, et forme The Hodge Brothers Band, aux côtés du saxophoniste David Woodford (Aerosmith, Bonnie Raitt, Jeff Golub, etc.), du batteur Larry Zack (Jackson Brown), du pianiste et saxophoniste Marty Grebb (The Buckinghams, Bonnie Raitt) et du claviériste Skip Van Winkle (Teegarden & Van Winkle, Bob Seger, The Robbie Krieger Band). Pendant la même période, Dallas participe à plusieurs albums de son frère, dont Chicken Legs en 1981. À la sortie de l'album, les deux frères partent en tournée avec Bonnie Raitt, Paul Barrere (Little Feat) et Cornell Dupree (Aretha Franklin) . Dallas a aussi un groupe à Détroit, The Detroit Allstars, aux côtés de Drew Abbott et Chris Campbell (Bob Seger and The Silver Bullet Band) et Tim "The Professor" Sparling.
En 2000, il se présente à une audition pour Canned Heat, qu'il intègre la même année. En 2003, Dallas sort un album avec le groupe, Friends In The Can, aux côtés de John Paulus, Greg Kage, Stanley Behrens et Fito de la Parra. En 2005, il quitte Canned Heat pour se concentrer sur sa carrière solo.
En 2007, Dallas sort son premier album, Reelin, chez Meg Records. L'album est coproduit par Tom MacLear (Rod Stewart, Annie Lennox, Concrete Blonde, etc.),.
En 2009, Alto Reed, le saxophoniste de Bob Seger, invite Dallas à rejoindre son groupe, The Blues Entourage. La formation donne régulièrement des concerts.